# Sarah Ourahmoune
Sarah Ourahmoune, född den 21 januari 1982 i Sèvres, är en fransk boxare.
Hon tog OS-silver i flugvikt i samband med de olympiska boxningstävlingarna 2016 i Rio de Janeiro..